# Franz Xaver Moosmüller

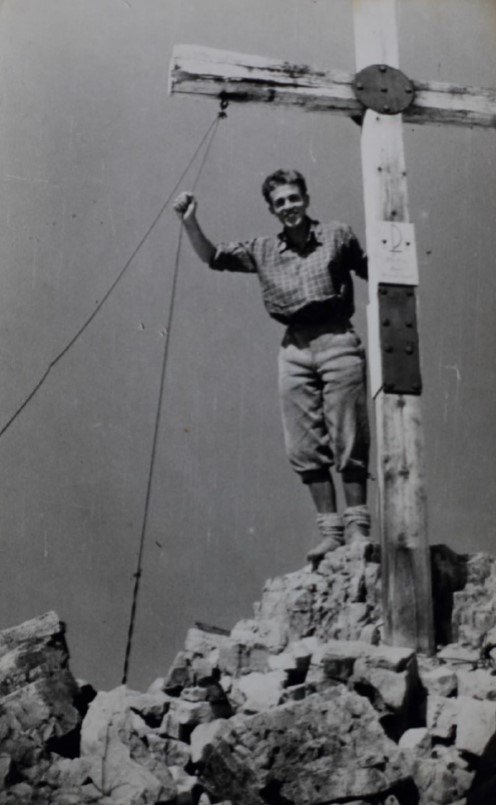
Franz Xaver Moosmüller

Franz Xaver Moosmüller (* 26. April 1934 in Garching an der Alz; † 9. August 1956 am Eiger) war ein deutscher Bergsteiger.
Neben vielen weiteren schwierigen Touren in den Alpen (z. B. auf die Nordwand der Großen Zinne), meist gemeinsam mit seinem Bergkameraden Karl Eglseder, gelang ihm in der Nacht vom 25. zum 26. Februar 1956 nach Hermann Buhl die zweite Winter-Nacht-Alleinbegehung der Watzmann-Ostwand.    
Am 9. August 1956 stürzte er beim Besteigungsversuch der Eiger-Nordwand gemeinsam mit dem Münchner Bergsteiger Alfred Söhnel tödlich ab.    